# Polotón

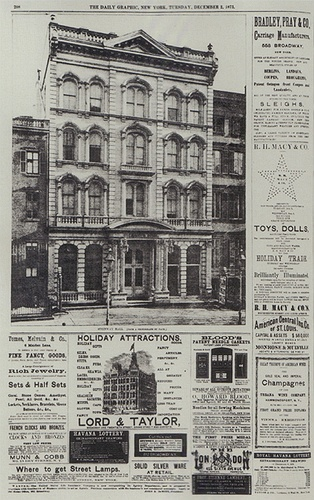
První fotografie vytištěná polotónovou technikou, newyorská budova Steinway Hall v novinách Daily Graphic, 2. prosince 1873

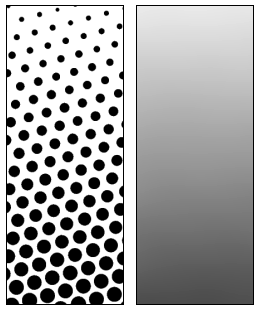
Vlevo: půltónové body. Vpravo: jak je lidské oko vnímá z dostatečné vzdálenosti

Polotón (autotypie) je technika, která simuluje plynulý tón zobrazení pomocí pravidelného rozmístění bodů různé velikosti. Jako autotypie se pak označuje specifický obraz, který je důsledkem tohoto procesu.

## Historie
S myšlenkou půltónového tisku přišel již William Fox Talbot. Na začátku 50. let 19. století navrhl použití procesu „fotografického síta (rastru) nebo závoje“ v souvislosti s fotografickým procesem hlubotisku. Během následujících desetiletí bylo navrženo několik různých druhů sít. Jedním ze známých experimentátorů byl Stephen H. Horgan, když pracoval pro New York Daily Graphic. První fotografie „vytištěná polotónovou technikou“ byla fotografie newyorské budovy Steinway Hall publikovaná v novinách Daily Graphic dne 2. prosince 1873. New York Daily Graphic pak publikoval „první reprodukci fotografie v plném tonálním rozsahu v novinách“ dne 4. března 1880 (s názvem A Scene in Shantytown) jednoduchým polotónovým rastrem.
V australských novinách se začal půltónový tisk využívat v 80. letech 19. století a zabývali se jí převážně a zejména dřevorytci, jejichž úkolem bylo ilustrovat články novým způsobem. Redakce The Sydney Morning Herald fotografie nereprodukovala až do roku 1908.

## Proces
Tam, kde plynulý tón zobrazení (například fotografie na filmu) obsahuje nekonečný rozsah barev nebo stupňů šedi, metoda autotypie redukuje vizuální reprodukce na jednobarevný obraz, který je tištěn pouze jednou barvou inkoustu. Tato binární reprodukce závisí na optické iluzi – tyto drobné body díky lidskému oku splývají do jemných tónů.
Stejně jako barevná fotografie vyvinutá přidáváním filtrů a vrstev je barevný tisk založen na možnosti opakování procesu půltónů pro každou subtraktivní barvu – běžněji užívané jako barevný model CMYK. Díky částečné průhlednosti inkoustu je možné dosáhnout odlišných barev k vytvoření dalšího optického efektu – plnobarevného tisku.
Polotóny se dělí na tzv. pravé a nepravé. Pravé polotóny se využívají v klasickém hlubotisku, kde je sytost barvy daná jejím množstvím v daném místě.
Nepravé polotóny se využívají v podstatě ve všech ostatních tiskových technikách, kdy je využito buď tzv. autotypického, případně (zejména v digitálním tisku) stochastického (nepravidelného) rastru. Zde není sytost barvy určena jejím množstvím (to je v jednom bodu vždy stejné), ale právě velikostí (autotypický rastr), případně hustotou a velikostí (stochastický rastr) tiskových bodů.